# La Boudeuse (F744)
Pour les autres navires du même nom, voir La Boudeuse.
La Boudeuse est un aviso de la classe Élan de la Marine nationale française. Son indicatif visuel a été successivement A62, A14 (1948), A18 (1949) puis (à partir de 1951) F744.

## Service actif
Il est lancé le 10 février 1940 et entre en service en mai 1940. Il participe à l’évacuation de Dunkerque en mai 1940. Il est sous contrôle de Vichy à partir de juin 1940 et basé au Maroc. Capturé par les Alliés pendant l’invasion de l’Afrique du Nord en novembre 1942, il rejoint les Forces navales françaises libres le 1er décembre 1942. Il est retiré du service le 15 avril 1958.